# گولی رید
گولی رید (به صربی: Goli Rid) یک روستا در صربستان است که در لبانه واقع شده‌است. گولی رید ۵۷ نفر جمعیت دارد.